# Кио (волость)
Ки́о (ест. Kõo vald) — волость в Естонії, одиниця самоврядування в повіті Вільяндімаа з 7 травня 1992 до 21 жовтня 2017 року.

## Географічні дані
Площа волості — 149,5 км2, чисельність населення на 1 січня 2017 року становила 1038 осіб.

## Населені пункти
Адміністративний центр — село Кио.
На території волості розташовувалися 15 сіл (küla):
Ар'яссааре (Arjassaare), Аруссааре (Arussaare), Веневере (Venevere), Канґруссааре (Kangrussaare), Кио (Kõo), Кірівере (Kirivere), Коксвере (Koksvere), Лоопре (Loopre), Мааласті (Maalasti), Пааксіма (Paaksima), Паенасті (Paenasti), Піліствере (Pilistvere), Савіауґу (Saviaugu), Соомевере (Soomevere), Унаквере (Unakvere).

## Історія
7 травня 1992 року Киоська сільська рада перетворена у волость зі статусом самоврядування.
26 січня 2017 року  Уряд Естонії постановою № 27 затвердив утворення нової адміністративної одиниці — волості Пиг'я-Сакала — шляхом об'єднання територій міського самоврядування Вигма та трьох волостей: Кио, Кипу й Сууре-Яані. Зміни в адміністративно-територіальному устрої, відповідно до постанови, мали набрати чинності з дня оголошення результатів виборів до волосної ради нового самоврядування.
15 жовтня 2017 року в Естонії відбулися вибори в органи місцевої влади. Утворення волості Пиг'я-Сакала набуло чинності 21 жовтня 2017 року. Волость Кио вилучена з «Переліку адміністративних одиниць на території Естонії».